# Springerton
Springerton – wieś w Stanach Zjednoczonych, w stanie Illinois, w hrabstwie White.